# Francesco Zedda Piras
Francesco Zedda Piras (Tiana, 12 maggio 1835 – Cagliari, 9 febbraio 1904) è stato un imprenditore italiano.
Ha fondato nel 1854 l'omonima azienda viticola, tuttora attiva, distribuita a livello internazionale fin dalle origini, e che è diventata leader assoluto nel mercato sardo per l'attività distillatoria e liquoristica.

## Biografia
Francesco Zedda nacque a Tiana, paese dell'interno della Sardegna nella Barbagia di Ollolai. Scelse di aggiungere il cognome Piras della madre, per distinguersi da un cugino che aveva lo stesso nome e cognome, Francesco Zedda, e operava nello stesso settore.
Il padre, Giuseppe Zedda, come altri compaesani, acquistò 30 ettari di vigne nelle campagne di Pirri (località Is Bingias) e comincio un'attività nel settore vinicolo. Francesco Zedda venne avviato dal padre alla carriera militare all'accademia di Livorno. Qui ebbe la possibilità di venire a conoscenza delle moderne tecniche di imbottigliamento dei vini pregiati.
In seguito al fidanzamento con Doloretta Marcello, anch'essa originaria di Tiana, abbandonò l'accademia per concentrarsi nell'azienda di famiglia che venne trasformata, grazie alle conoscenze acquisite durante la permanenza a Livorno e alla cospicua dote della moglie, in una moderna azienda di imbottigliamento di vini pregiati. Il successo immediato dei suoi vini fece sì l'azienda si dotasse sin da allora di una organizzazione commerciale in Italia e all'Estero, ed acquistasse grosse partite di uva dagli altri produttori della regione.
I prodotti Zedda Piras vennero premiati nelle maggiori esposizioni internazionali della fine dell’800 come quelle di Parigi, Torino, Roma , Anversa, Buenos Aires che conclamarono l'azienda una delle migliori del Regno D'Italia; l'azienda divenne così fornitore ufficiale di diverse Case Reali d'Europa, tra cui i Reali D’Inghilterra e gli Zar di Russia.

## La Zedda-Piras
L'azienda da lui creata è tuttora attiva; a partire dall'inizio del '900, con la creazione di una distilleria, si è orientata sempre di più verso la produzione di liquori. Nel 1994 fa l'ingresso nel gruppo della Sella & Mosca di Alghero; successivamente nel 2001 il gruppo viene acquistato da Campari.